# Alibaba.com
Pour les articles homonymes, voir Alibaba.
Alibaba.com (chinois simplifié : 阿里巴巴 ; pinyin : Ālǐbābā) est un site internet chinois de commerce électronique. Il est le plus important site de vente en ligne à destination des entreprises au niveau mondial (août 2011).

## Présentation
La société est cotée à la bourse de Hong Kong et est détenue à 71,5 % par Alibaba Group, lui non coté et détenu à 7,4 % par son fondateur Jack Ma et sa famille, et à plus de 24 % par Yahoo! (après avoir vendu une partie de ses actifs passant ainsi de 33 à 24 %).
En juillet 2011, Alibaba Group possédait 3 des 100 sites mondiaux les plus visités : Taobao (14e), alibaba.com (56e), AliPay (85e), plus le site China yahoo! crédité de 42 000 000 de visiteurs uniques mensuels par google/adplanner.
Alibaba.com est aussi partenaire, aux côtés de l'US Commercial Service (US Department of Commerce) et du Hong Kong Trade Development Council du site destiné aux prestataires de service internationaux Globaltrade.net.
Début février 2014, Bloomberg a estimé Alibaba à 153 milliards de dollars.

## Historique
L’histoire d’Alibaba commence en 1999, lorsque  Jack Ma et 17 autres associés fondent la société dans un modeste appartement de Hangzhou. Rapidement, attire l’attention des investisseurs et réussit à lever 25 millions de dollars grâce au soutien de grandes institutions telles que Softbank, Goldman Sachs et Fidelity. Cette première levée de fonds va permettre à l’entreprise de se développer et de diversifier ses activités.
En 2003, Alibaba lance Taobao, qui devient rapidement le principal site de vente en ligne en Chine. Cette plateforme permet aux consommateurs chinois d’acheter et de vendre une variété de produits. Un an plus tard, en 2004, l’entreprise introduit Alipay, un système de paiement révolutionnaire qui permet aux utilisateurs de payer sans argent liquide. Alipay gagne rapidement en popularité, facilitant les transactions quotidiennes grâce à un simple smartphone. De l'achat d'un café aux paiements de factures, AliPay devient indispensable à des millions de Chinois.
En 2005, Alibaba Group scelle une alliance stratégique avec Yahoo! et prend le contrôle de China Yahoo en échange d’une participation de Yahoo! dans le groupe Alibaba. Cette alliance renforce la présence d’Alibaba sur le marché technologique international. Deux ans plus tard, en novembre 2007, Alibaba.com est introduit à la bourse de Hong Kong, marquant un pas important dans son expansion mondiale.
En 2010, Alibaba poursuit son essor avec le lancement d’Aliexpress.com, un site web à destination des particuliers étrangers, rendant ses produits accessibles au niveau international. Cette stratégie d’ouverture s’accompagne d’une accélération de sa croissance et de sa notoriété dans le domaine de la vente en ligne.
Le 19 septembre 2014, l’entrée en bourse d’Alibaba à Wall Street marque l’une des plus grandes introductions en bourse de l’histoire. La même année, Alibaba signe un accord de trois ans avec le gouvernement français, symbolisé par Laurent Fabius, alors ministre français des Affaires étrangères. Cet accord vise à accroitre la présence des produits français sur les plateformes d’Alibaba, témoignant de la volonté du groupe d’élargir sa portée internationale
Le 24 mars 2017, Alibaba annonce le recours à la technologie blockchain pour assurer la traçabilité des produits alimentaires, répondant ainsi à une demande croissante de transparence et de sécurité dans la chaîne d'approvisionnement. En 2019, Alibaba reste le leader incontesté du commerce électronique en Chine, devant ses concurrents JD.com et  Pinduoduo, contrôlés par le rival majeur Tencent.
Cependant, le succès d’Alibaba n’est pas exempt de défis. En 2020, l’entreprise devient la cible d’une enquête antitrust par la SAMR (State Administration for Market Regulation) en Chine, suspectée de pratiques monopolistiques. En réponse, Daniel Zhang, PDG du groupe, réaffirme l’engagement de l’entreprise envers un « développement réglementé », marquant un tournant dans la relation d’Alibaba avec les régulateurs chinois